# 金鑫 (演员)
金鑫（1952年3月—），男，上海人，中国大陆影视演员，八一电影制片厂演员剧团演员、原演员剧团团长，中国电影金凤凰奖表演学会奖得主。

## 家庭
妻子黄梅莹。